# Raymond Cruz

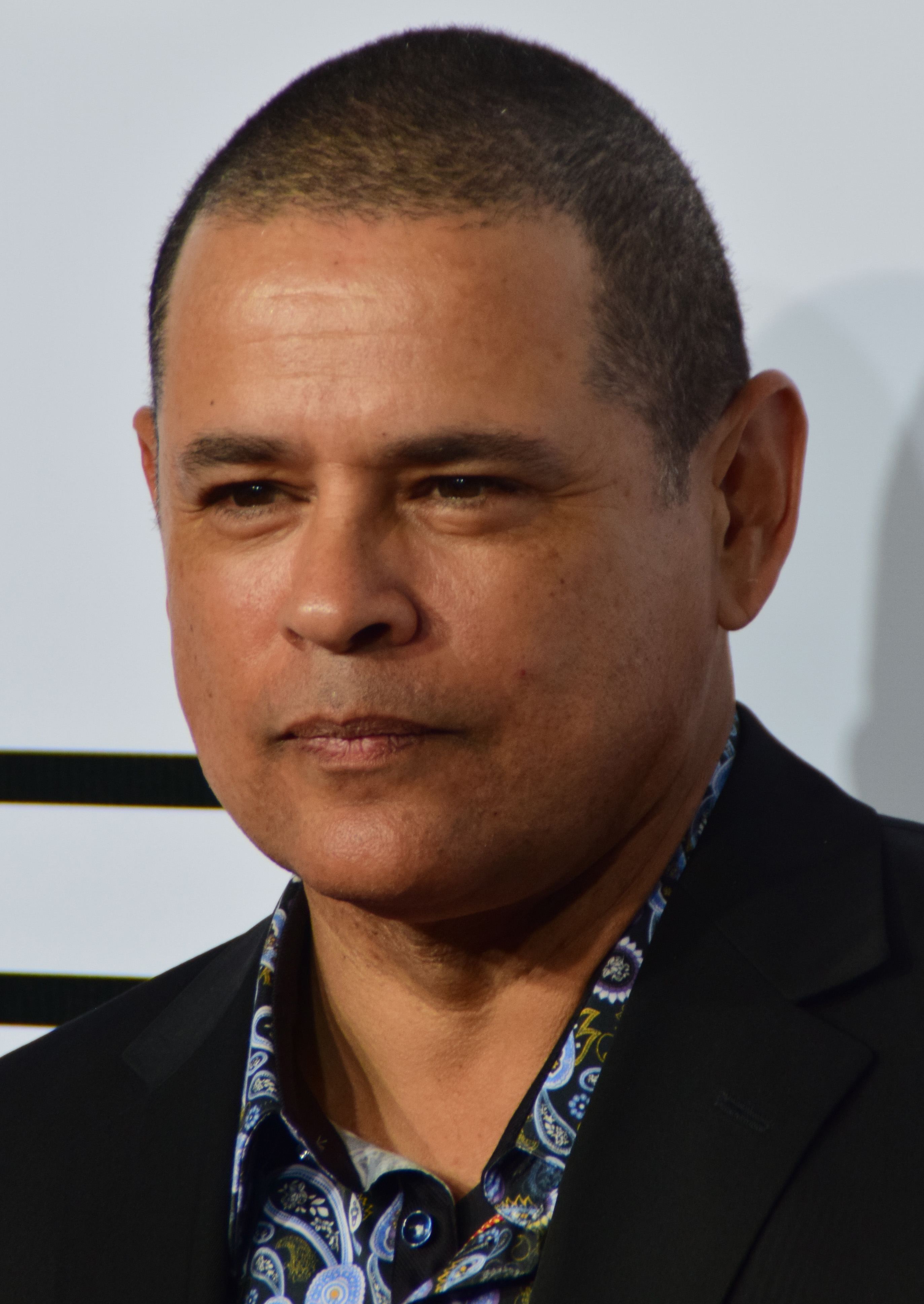
Raymond Cruz (2015)

Raymond Cruz (* 9. Juli 1961 in Los Angeles, Kalifornien) ist ein US-amerikanischer Schauspieler.

## Leben
Der mexikanischstämmige Raymond Cruz wuchs in Los Angeles in einem Stadtviertel auf, in welchem Straßengewalt ausgeübt wurde. Erfahrungen aus seiner Kindheit lässt er in seine Rollen einfließen, die meistens Kriminelle oder Polizisten sind. Cruz besuchte das East Los Angeles College.
Cruz startete seine Schauspielkarriere Ende der 1980er Jahre. Von 2005 bis 2012 war Cruz in der Fernsehserie The Closer als Detective Julio Sanchez zu sehen. Für diese Rolle gewann er 2006 den Imagen Foundation Award. Danach verkörperte er auch bis 2018 in dem Spin-off Major Crimes diesen Charakter. Neben dieser Rolle erlangte er Bekanntheit durch die Verkörperung des Gangsters Tuco Salamanca in der erfolgreichen Serie Breaking Bad (2008–2009). In der Serie Better Call Saul, die die Vorgeschichte von Breaking Bad beschreibt, spielt er erneut die Rolle des Tuco Salamanca.

## Filmografie (Auswahl)
- 1988: Vietnam War Story (Fernsehserie, Episode 1x07)
- 1990: Gremlins 2 – Die Rückkehr der kleinen Monster (Gremlins 2: The New Batch)
- 1991: Deadly Revenge – Das Brooklyn-Massaker (Out of Justice)
- 1991: Schatten der Vergangenheit (Dead Again)
- 1992: Alarmstufe: Rot (Under Siege)
- 1993: Blood in, Blood out – Verschworen auf Leben und Tod (Blood in, Blood out)
- 1993: Mord ist ihr Hobby (Murder, She Wrote, Fernsehserie, Episode 9x12)
- 1994: Das Kartell (Clear and Present Danger)
- 1996: Operation: Broken Arrow (Broken Arrow)
- 1996: Mörderischer Tausch (The Substitute)
- 1996: The Rock – Fels der Entscheidung (The Rock)
- 1996: Aus nächster Nähe (Up Close & Personal)
- 1997: Alien – Die Wiedergeburt (Alien: Resurrection)
- 1997: Akte X – Die unheimlichen Fälle des FBI (The X-Files, Fernsehserie, Episode 4x11)
- 1999: From Dusk Till Dawn 2 – Texas Blood Money (From Dusk Till Dawn 2)
- 1999: Star Trek: Deep Space Nine (Fernsehserie, Episode 7x08)
- 1999–2000: Seven Days – Das Tor zur Zeit (Seven Days, Fernsehserie, 2 Episoden)
- 2001: Training Day
- 2002: Collateral Damage – Zeit der Vergeltung (Collateral Damage)
- 2003, 2006: Nip/Tuck – Schönheit hat ihren Preis (Nip/Tuck, Fernsehserie, 2 Episoden)
- 2003, 2011: CSI: Miami (Fernsehserie, 2 Episoden)
- 2004: Mein Name ist Modesty (My Name Is Modesty)
- 2005: Havoc
- 2005–2012: The Closer (Fernsehserie, 104 Episoden)
- 2006: 10 Tricks
- 2007: Day Break (Fernsehserie, 2 Episoden)
- 2007–2008: My Name Is Earl (Fernsehserie, 5 Episoden)
- 2008–2009: Breaking Bad (Fernsehserie, 4 Episoden)
- 2012: White Collar (Fernsehserie, Episode 4x02)
- 2012–2018: Major Crimes (Fernsehserie, 102 Episoden)
- 2013: Lauren (Webserie, 3 Episoden)
- 2015: Die Cleveland-Entführung (Cleveland Abduction, Fernsehfilm)
- 2015–2016: Better Call Saul (Fernsehserie, 3 Episoden)
- 2019: Lloronas Fluch (The Curse of La Llorona)
- 2020: Wander – Die Verschwörung ist real (Wander)
- 2021: Blue Miracle
- 2024: Grey’s Anatomy (Fernsehserie, Episode 20x06)